# Tossal de Farga
El Tossal de Farga és una muntanya de 800,6 metres al límit dels termes de Talarn i de Tremp (antic municipi de Gurp de la Conca), a la comarca del Pallars Jussà.